# Xavlegbmaofffassssitimiwoamndutroabcwapwaeiippohfffx
«XavlegbmaofffassssitimiwoamndutroabcwapwaeiippohfffX» (иногда сокращается до «XAVLEG») — дэткор-группа из Дурбана, основанная в 2016 году.

## Название
«XavlegbmaofffassssitimiwoamndutroabcwapwaeiippohfffX» является сокращением от «X Acidic Vaginal Liquid Explosion Generated By Mass Amounts Of Filthy Fecal Fisting And Sadistic Septic Syphilic Sodomy Inside The Infected Maggot Infested Womb Of A Molested Nun Dying Under The Roof Of A Burning Church While A Priest Watches And Ejaculates In Immense Perverse Pleasure Over His First Fresh Fetus X», что в переводе на русский означает «Взрыв Кислотной Вагинальной Жидкости, Вызванный Массовым Фекальным Фистингом И Садистской Септической Сифилитической Содомией В Заражённой Личинками Утробе Растлённой Монахини, Умирающей Под Крышей Горящей Церкви, В То Время Как Священник Наблюдает За Своим Первым Свежим Плодом И Извергает Семя С Огромным Извращённым Удовольствием». Название вошло в список самых нечитаемых по версии сайта MetalSucks.

## История коллектива
«XavlegbmaofffassssitimiwoamndutroabcwapwaeiippohfffX» была основана Дунканом Бентли и Крисом Ксенопулосом, участниками группы Vulvodynia, и выпустила свой дебютный EP в июле 2016 года. Участники группы упомянули несколько групп с печально известными длинными названиями, оказавшими на них влияние, таких как «Eximperituserqethzebibšiptugakkathšulweliarzaxulum» и «Coagulated Innards Collapsing Mold Infected Torsos In A Grotto Below The Sewer Feeding Through Umbilical Cords Extracted From Stillborn Fucks Infected Via Sexual Pathogen»
Объединив современную интернет-культуру и мемы, группа назвала свой жанр «мемогринд» и посвятила одну из своих песен, «Dicks Out For Harambe», горилле, застреленной в зоопарке и ботаническом саду Цинциннати. В 2018 году группа выпустила полноформатный альбом и отыграла свое первое живое выступление на фестивале Deathfeast Open Air 26 августа 2018 года в Германии.

## Дискография
- «GORE» (2016)[5][6]
- «GORE 2.0» (2018)[7][8]